# Anna Bård
Anna Bård (Copenaghen, 2 aprile 1980) è un'attrice e modella danese.
Apparsa in alcuni film e numerosi spot pubblicitari sulla televisione danese, nel 2005 ha partecipato alla sitcom Klovn e nel 2006 all'edizione danese della trasmissione televisiva Deal or no deal, equivalente della trasmissione italiana Affari tuoi.

## Filmografia

### Cinema
- Regel nr. 1, regia di Oliver Ussing (2003)
- Overlagt – cortometraggio, regia di Manyar I. Parwani (2004)
- Betonhjerter, regia di Michel Zile (2005)
- Brutal Incasso, regia di Jonas Kvist Jensen (2005)
- Far til fire - i stor stil, regia di Claus Bjerre (2006)
- Westbrick Murders, regia di Shaun Rana (2007)
- Pistoleros, regia di Shaky González (2007)
- De strandhaftige, regia di Lisa Ohlin (2016)

### Televisione
- Klovn – serie TV, un episodio (2005)
- Happiness – serie TV, 3 episodi (2008)

## Programmi televisivi
- Deal or No Deal (Denmark) (2006)